# Теория центральных мест
Теория центральных мест — совокупность обобщённых положений, объясняющие количество, размер и местоположение населённых пунктов в иерархии городов. Теория была создана в 1933 году немецким географом Вальтером Кристаллером, который утверждал, что поселения функционируют как центральные места, предоставляющие услуги в прилегающих районах.

## Определения

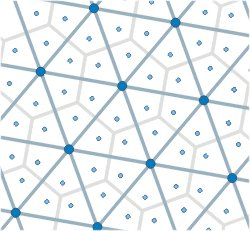
Кристаллеровская решетка

Согласно БРЭ теория центральных мест — это теория, описывающая пространственную иерархию городского расселения, созданная Вальтером Кристаллером в 1933 году в работе «Центральные места в Южной Германии», а в 1960–1970 годах получила активное развитие.
Центральные места — экономические центры, обслуживающие себя и предоставляющие товары и услуги своей округи, формируя сеть населённых пунктов с доступом к объектам сферы услуг и перемещением между собой. 
Кристаллеровская решетка — сеть центральных мест, покрывающих всю заселенную территорию, и имеющих форму смежных правильных шестиугольных ячеек без просвета. Центры этих ячеек становятся узлами шестиугольной решётки более высокого порядка, а они — узлами решётки ещё более высокого порядка и так далее — вплоть до высшего уровня с единственным центром. Поселения размещаются в форме гексагональной решетки, так как это наиболее эффективный способ для предоставления услуг районам без каких-либо накладок.
Иерархия — между населенными пунктами существует система, при которой определённый населенный пункт (с ростом уровня иерархии), поднимающийся «выше», оказывает всё больше услуг пунктам, стоящим «ниже».

## Допущения
Модель предполагает следующие допущения:
- однородная поверхность
- население распределено равномерно
- населённые пункты располагаются на одинаковом расстоянии
- ресурсы равномерно распределены
- совершенная конкуренция, где продавцы максимизируют свои доходы
- у потребителей одинаковый уровень дохода и поведение
- у потребителей одинаковая покупательская способность и спрос
- потребители минимизируют расстояния поездки, посещая ближайшие центральные места, где обеспечивают услугу, на которую у них есть спрос
- поставщик имеет монополию на внутренние районы, а значит торговые площади центральных мест имеют одинаковый размер
- перемещение во всех направлениях осуществляется только на одном виде транспорта
- транспортные издержки пропорциональны расстоянию: чем больше расстояние, тем выше издержки.

В результате различий предпочтений у потребителей появляется сеть центров различных размеров, где каждый центр поставляет разные виды товаров, а в случаях увеличения размеров населённых пунктов:
1. их количество будет уменьшаться, то есть будут существовать много небольших деревень и несколько крупных городов.
2. расстояние между ними увеличится, то есть малые населенные пункты будут находиться близко друг к другу, а города гораздо дальше друг от друга.
3. количество его функций и расстояние, которое потребители готовы проехать для приобретения товаров, увеличится.
4. количество высших услуг в нём вырастет, а значит будет происходить дополнительная специализация в сфере услуг.
5. потребность в товарах и услугах будет расти, расти будет спектр этих товаров и услуг, а значит больше будет расстояние, которое потребители готовы проехать для их приобретения.

## Тип иерархии

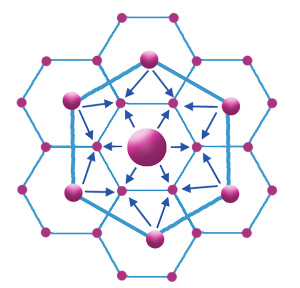
К = 3

Тип иерархии определяется количеством центральных мест следующего более низкого уровня иерархии, подчиненных одному центральному месту, который имеет зависимое от него количество поселений, занимающих более низкую ступень.
Количество мест на каждой ступени иерархии и значением К имеет следующий вид:
{\displaystyle M_{n}=(K-1)^{n}},
где {\displaystyle M_{n}}, — число зависимых мест на той или иной степени иерархии, n — ступень иерархии  .
Варианты иерархии систем в зависимости от принципов расселения:

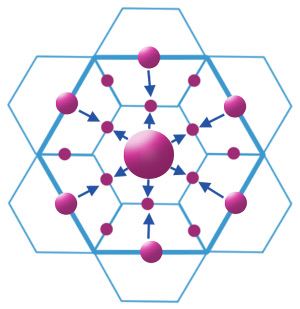
К = 4

- Рыночный принцип (К = 3) создает оптимальную форму рыночных зон, где население приобретает товары и услуги в данном центральном месте, которое обслуживается тремя центральными местами более высокого уровня иерархии и находится на одинаковых расстояниях от них, что достигается наименьшим числом центральных мест.
- Транспортный принцип (К = 4) формирует условия для транспортировки, где наибольшее число центральных мест будет расположено на одной дороге, соединяющей более крупные города, обеспечивая минимальные издержки на строительство дороги, находясь на кратчайшем расстоянии до двух ближайших центров более высокого уровня иерархии.
- Административный принцип (К = 7) необходим для четкого административного контроля, когда все центральные места, зависимые от данного места, полностью входят в его зону.

K = 7

## Применение
Теория центральных мест часто используется при планировании розничной сети торговли. Иерархия торговых центров позволяет оптимально удовлетворять потребности населения.
В основании иерархической пирамиды располагаются малые торговые точки (киоски, пекарни, почта и так далее), которые продают товары «низкого» порядка. На вершине пирамиды располагаются большие центры продаж товаров «высокого» порядка (ювелирные магазины, большие торговые ряды и торговые центры), которые продают населению товары более высокого порога и спроса.
Продукты первой необходимости предоставляются в каждом населенном пункте (в том числе в деревнях), товары повседневного спроса (одежда, бытовые услуги) — в средних поселениях (райцентрах), предметы роскоши (ювелирные изделия, театры, музеи) только в крупных городах (областных центрах).
Система образования строится также на основе теории центральных мест.
Начальное образование можно получить в любой деревне, для получения среднего образования необходимо учиться в школе, расположенной в райцентре, чтобы получить среднее специальное образование надо учиться в городе и, наконец, окончить высшее учебное заведение можно только в областном центре. При этом по мере продвижения вверх по лестнице образования число учебных центров уменьшается, а количество обучающихся растет.

## Современная теория центральных мест
Венерис в 1984 году предложил теоретическую модель развития городской системы:
- I этап — создание равномерно распределенных («средневековых») городов;
- II этап — новые виды экономической деятельности находятся в некоторых городах, таким образом, вызывая дифференциацию и эволюцию в иерархической («промышленных») городской системе;
- III этап — дальнейшая дифференциация ведет к пост-иерархической («постиндустриальной») городской системе.

Эта эволюция может быть смоделирована с помощью трех основных теорий:
- I этап представляет собой модель Тюнена;
- II этапом является иерархическая система теории центральных мест Вальтера Кристаллера;
- III этапом является теория организации экономического пространства Августа Лёша.

## Критика
Теория центральных мест критикуется в связи с абстрактным моделированием, в том числе за то, что не учитывается динамика развития населенных пунктов. Модель положительно коррелируется  при сельскохозяйственном развитии территории, но не при промышленном или постиндустриальном этапах развития в связи с разнородностью услуг и распределением природных ресурсов на территориях. 
Модель имеет множество слабых мест в аргументации и ошибки в расчетах.
Исследования показали, что симметричное распределение неустойчиво, что достаточно малых колебаний, чтобы появились территории с высокой концентрацией экономической активности, вызывая отток населения и уменьшения активности в других.